# Lista Francuzów w polskiej lidze żużlowej
Zawodnicy z Francji w lidze żużlowej w Polsce
Uwaga! Niektórzy z zawodników mimo podpisanych umów nie wystąpili w żadnym oficjalnym meczu ligowym swoich drużyn.

(nazwiska w kolejności alfabetycznej) - stan na 2025 rok
| Nazwisko                 | Klub              | Rok             |
| ------------------------ | ----------------- | --------------- |
| David Bellego, ur. 1993  | ŻKS Ostrovia      | 2014            |
| David Bellego, ur. 1993  | Kolejarz Rawicz   | 2015            |
| David Bellego, ur. 1993  | KSM Krosno        | 2017            |
| David Bellego, ur. 1993  | PSŻ Poznań        | 2018–2019       |
| David Bellego, ur. 1993  | Polonia Bydgoszcz | 2020–2021, 2023 |
| David Bellego, ur. 1993  | Unia Leszno       | 2022            |
| David Bellego, ur. 1993  | Unia Tarnów       | 2024            |
| David Bellego, ur. 1993  | Stal Rzeszów      | 2025            |
|                          |                   |                 |
| Dimitri Bergé, ur. 1996  | Stal Rzeszów      | 2017            |
| Dimitri Bergé, ur. 1996  | Polonia Bydgoszcz | 2018–2020       |
| Dimitri Bergé, ur. 1996  | Trans MF Landshut | 2021–2023       |
| Dimitri Bergé, ur. 1996  | Wilki Krosno      | 2024–2025       |
|                          |                   |                 |
| Philippe Bergé, ur. 1971 | ROW Rybnik        | 1993–1994       |
|                          |                   |                 |
| Steven Goret, ur. 2001   | Kolejarz Rawicz   | 2022            |